# 高島 (横浜市)
高島（たかしま）は、神奈川県横浜市西区の町名。駅名や交差点名にも使われ、高島町と呼ぶこともあるが、1966年（昭和41年）5月1日の住居表示実施前の町名は表高島町、高島通、桜木町、内田町、西平沼町および平沼町であり、高島町という町は神奈川区内に存在したが、こちらは1932年（昭和7年）1月1日に金港町・鶴屋町に併合されたため廃止された。現行行政地名は高島一丁目および高島二丁目。住居表示実施済み区域。

## 概要
高島一丁目の大部分と高島二丁目の国道1号より東側はみなとみらい地区として、現在再整備が進められている。また、高島二丁目は横浜駅東口の商業地にもなっており、前述の国道1号より東側の区域には百貨店のそごうや横浜スカイビルがあり、その他の区域には郵便局や専門学校、雑居ビル、オフィス、マンションなどが所在している（詳細は「#高島二丁目」を参照）。

## 歴史

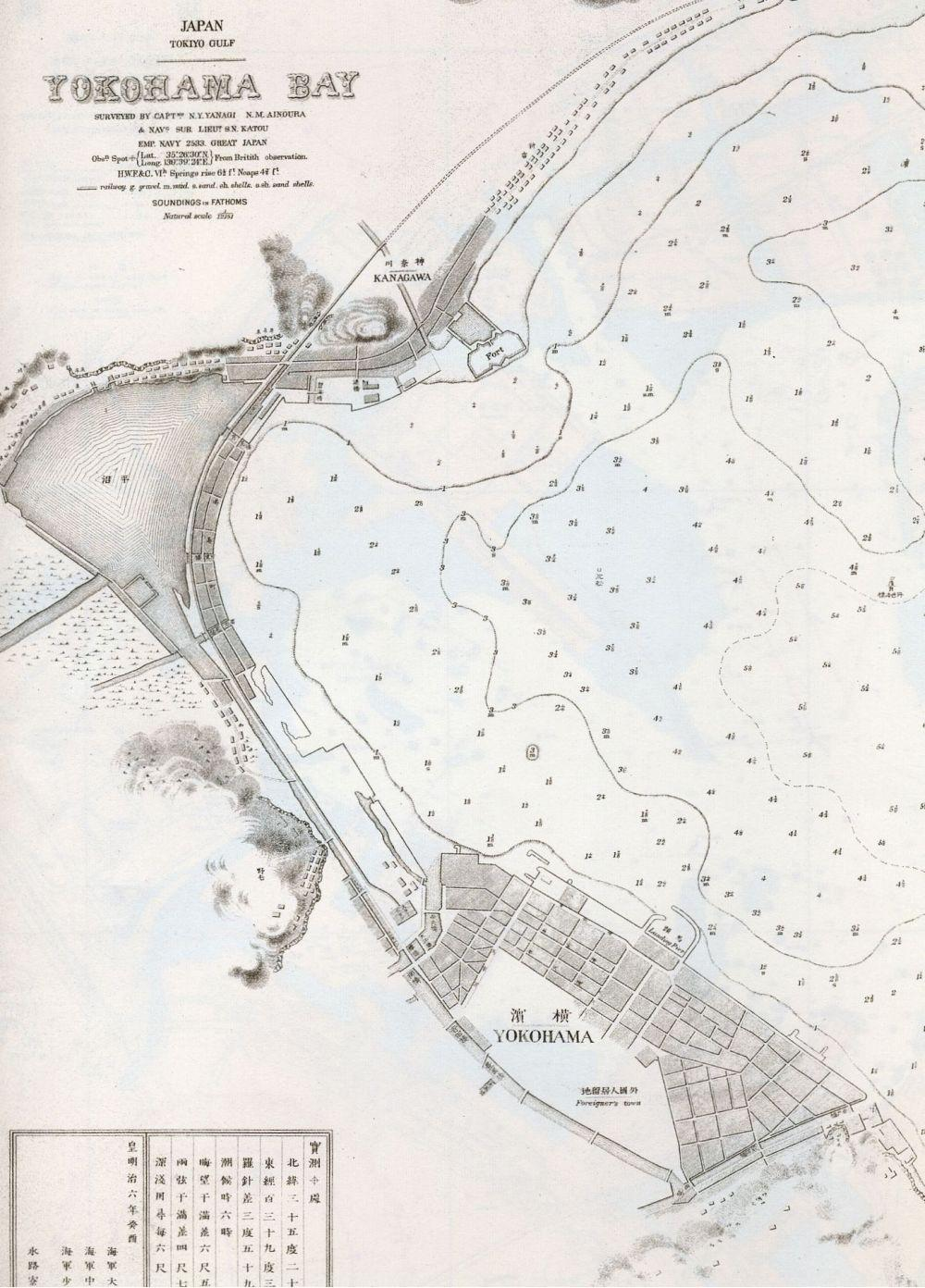
1874年の海図
左上の入海（平沼と記載）と海に挟まれている帯状の土地が高島町
（海図はクリックで拡大可）

江戸時代までは、袖ヶ浦と呼ばれる入海であった（詳細は「平沼 (横浜市)」を参照）。当地を含む周辺一帯の地域では、ここでも述べるように海岸（湾）の埋め立てを度々行うことで土地を拡大してきた歴史がある。
1871年（明治3年）、鉄道敷設のために野毛浦から神奈川宿・青木海岸を結ぶ長さ1,400m、幅65mを帯状に埋め立て築堤。幅9mを鉄道用地とするほかは、埋め立て事業者の高島嘉右衛門に貸与され、高島町と命名された。1872年（明治4年）に横浜駅（現：桜木町駅） - 新橋駅（後の汐留駅）間で鉄道が営業開始すると周辺も繁栄、町の入海側は順次埋め立てられてゆき、そこに現在の横浜市街が形成された。
その後、旧表高島町の埋め立てにより貨物線（通称高島線）が敷かれ、1913年（大正2年）には高島駅・高島ヤードが造られた。さらに、1921年（大正10年）より高島駅の東側も埋め立てられ、関東大震災による工事の中断もあったが、1930年（昭和5年）には高島埠頭の一号桟橋が完成している（その後、最終的には三号桟橋まで造られている）。
1937年（昭和12年）10月27日、横浜駅を出発する軍用列車を見送る人々が高島通に殺到。群衆の一部が押し出されて京浜線内に入ったところに急行電車が侵入、100余人がはね飛ばされて子供を含めた死者26人を出す事故となった。
1980年代に入ると、高島駅・高島ヤード（高島駅の営業としては1995年まで存続）および高島埠頭はその役目を終えており、それらの東側などでは更なる埋め立ても実施されている。現在この地域一帯では、1983年（昭和58年）に着工された「横浜みなとみらい21」事業により再整備が進行している。

### 沿革
- 1966年（昭和41年）5月1日 - 住居表示を実施し、高島一丁目および二丁目を新設する[13]。
- 1989年（平成元年）10月2日 - 高島一丁目の一部がみなとみらい四丁目となる[14]。
- 2005年（平成17年）10月31日 - 町区域の変更に伴い、高島一丁目の半分以上がみなとみらい五丁目および六丁目に[15]、緑町が廃止となり高島一丁目に変更となった[16]。

### 町名の変遷
| 実施後             | 実施年月日     | 実施前（各町名、埋立地ともその一部）                                                                               |
| ------------------ | -------------- | --- |
| 高島一丁目         | 1966年5月1日   | 表高島町、高島通および内田町                                                                                       |
| 高島二丁目         | 1966年5月1日   | 高島通、桜木町、西平沼町および平沼町                                                                               |
| みなとみらい四丁目 | 1989年10月2日  | 高島一丁目、緑町、高島一丁目に隣接する公有水面埋立地、緑町に隣接する公有水面埋立地、高島一丁目地先の公有水面埋立地 |
| みなとみらい五丁目 | 2005年10月31日 | 高島一丁目 |
| みなとみらい六丁目 | 2005年10月31日 | 高島一丁目、みなとみらい五丁目                                                                                     |

## 世帯数と人口
2025年（令和7年）6月30日現在（横浜市発表）の世帯数と人口は以下のとおりである。高島一丁目については秘匿となっている。
| 丁目       | 世帯数  | 人口    |
| ---------- | ------- | ------- |
| 高島二丁目 | 831世帯 | 1,441人 |

### 人口の変遷
国勢調査による人口の推移。
| 年                 | 人口  |
| ------------------ | ----- |
| 1995年（平成7年）  | 159   |
| 2000年（平成12年） | 194   |
| 2005年（平成17年） | 486   |
| 2010年（平成22年） | 1,642 |
| 2015年（平成27年） | 1,579 |
| 2020年（令和2年）  | 1,679 |

### 世帯数の変遷
国勢調査による世帯数の推移。
| 年                 | 世帯数 |
| ------------------ | ------ |
| 1995年（平成7年）  | 83     |
| 2000年（平成12年） | 131    |
| 2005年（平成17年） | 209    |
| 2010年（平成22年） | 849    |
| 2015年（平成27年） | 782    |
| 2020年（令和2年）  | 836    |

## 学区
市立小・中学校に通う場合、学区は以下の通りとなる（2024年11月時点）。
| 丁目       | 番地 | 小学校                         | 中学校                 |
| ---------- | ---- | ------------------------------ | ---------------------- |
| 高島一丁目 | 全域 | 横浜市立みなとみらい本町小学校 | 横浜市立横浜吉田中学校 |
| 高島二丁目 | 全域 | 横浜市立平沼小学校             | 横浜市立岡野中学校     |

## 事業所
2021年現在の経済センサス調査による事業所数と従業員数は以下の通りである。
| 丁目       | 事業所数    | 従業員数 |
| ---------- | ----------- | -------- |
| 高島一丁目 | 117事業所   | 14,324人 |
| 高島二丁目 | 1,069事業所 | 21,180人 |
| 計         | 1,186事業所 | 35,504人 |

### 事業者数の変遷
経済センサスによる事業所数の推移。
| 年                 | 事業者数 |
| ------------------ | -------- |
| 2016年（平成28年） | 1,114    |
| 2021年（令和3年）  | 1,186    |

### 従業員数の変遷
経済センサスによる従業員数の推移。
| 年                 | 従業員数 |
| ------------------ | -------- |
| 2016年（平成28年） | 28,960   |
| 2021年（令和3年）  | 35,504   |

## 高島一丁目
みなとみらい地区の55-58および66・67街区として開発が進められている。なお、ハートケア横浜やグランシティみなとみらいなどがある南西側の区画は、みなとみらい地区の開発エリアに含まれていない。
66・67街区には日産自動車グローバル本社および横浜三井ビルディングが2010年代初めまでに建設されているが、55-58街区はセガの総合エンターテインメント施設の計画が開発中止になると、空地（立ち入りも不可）のまましばらく取り残されることとなった。その後、同年代半ばに差し掛かると再び開発の機運が高まっており、55街区の一部でみなとみらい学園 横浜歯科医療専門学校（旧称：鶴見歯科学園）の校舎が2016年に完成、また同街区の残存部でLGグループの研究開発拠点「LG YOKOHAMA INNOVATION CENTER」および賃貸オフィス複合ビル、さらに56街区では京急グループ本社と資生堂の研究開発拠点「グローバルイノベーションセンター」、58街区では鹿島建設による複合オフィスビル「横濱ゲートタワー」（低層部にはプラネタリウムなどの賑わい施設も併設）がそれぞれ開発されている。この他、57街区の一部は横浜市立みなとみらい本町小学校（横浜市立本町小学校から分離新設、2018年度より10年間限定で開校予定）の敷地となっており、同街区の残存部は2017年12月時点で開発が決まっていない唯一の未利用地（57街区全体が横浜市の土地であり、今後開発事業者を公募予定の街区に含まれている）である。
主な施設
- 日産自動車グローバル本社 - 66街区に2009年竣工。低層部には同社の自動車ショールーム「NISSAN GALLERY」が併設されている他、横浜駅東口方面のはまみらいウォークとみなとみらい地区方面のみなとみらい歩道橋を接続する歩行者動線の「NISSANウォーク」が通っている。
- 横浜三井ビルディング - 67街区に2012年竣工。高さ約152mの複合オフィスビル。低層部には世界最大級の鉄道模型博物館「原鉄道模型博物館」が併設されている。
- 横濱ゲートタワー - 58街区に2021年竣工。低層部にはプラネタリウム「コニカミノルタプラネタリアYOKOHAMA」なども併設[27]。
- 京急グループ本社 - 56-1街区に2019年竣工。低層部には保存車両のデハ230形も展示される「京急ミュージアム」を開設し、みなとみらい歩道橋とも2階部分で直結している。
- 資生堂グローバルイノベーションセンター (S/PARK) - 56-2街区に2018年竣工。資生堂の研究開発拠点で、低層部にはカフェやスポーツ施設、化粧品の体験などができるエリアも併設されている（2019年4月全面開業）[30]。
- LG YOKOHAMA INNOVATION CENTER - 55-1街区に2021年竣工。LGグループの研究開発拠点と賃貸オフィスからなる複合ビルで、低層部にはエンターテインメント・体験型施設「YUMESAKI GALLERY」を併設。
- みなとみらい学園 横浜歯科医療専門学校（旧称：鶴見歯科学園） - 55-2街区に2016年竣工。
- 横浜市立みなとみらい本町小学校 - 57街区の一部に2018年度より10年間限定の方針で開校。
- ハートケア横浜（介護老人保健施設）
- グランシティみなとみらい（マンション）
- みなとみらい線新高島駅（所在地表記はみなとみらい五丁目だが、1・2番出口は高島一丁目にある）

## 高島二丁目
東西に帷子川が流れ、南北に国道1号と首都高速横羽線が通っている。国道1号の東側、そごうやスカイビルのある一角は出島地区とも呼ばれ、みなとみらい地区計画における「68街区（横浜駅東口地区）」となっている。帷子川より南側はマンションやオフィスビルが目立つ。また、高島二丁目（全域）は横浜駅周辺における再開発計画「エキサイトよこはま22」の対象エリア（センターゾーン・平沼地区に該当）にも含まれている。
- JR・京急横浜駅（左記以外の路線の横浜駅の所在地は西区南幸となる）
- 首都高速横羽線横浜駅東口出入口
- そごう横浜店
  - 横浜駅東口バスターミナル
- 横浜スカイビル
  - マルイシティ横浜
  - 横浜シティ・エア・ターミナル
- 横浜ポルタ
- 横浜ルミネ
- ヨコハマプラザホテル（閉鎖）
- 横浜ジャスト1号館・2号館
  - 崎陽軒本店
  - 紀文
  - 横浜新都市センター
- 横浜中央郵便局
  - ゆうちょ銀行横浜店
- アソビル（旧：横浜中央郵便局別館）
- 万里橋
- 横浜経理専門学校
- 東急東横線高島町駅跡（みなとみらい線開通により、2004年1月30日に営業を終了した）

なお、横浜市営地下鉄高島町駅の所在地は、隣接する西区花咲町となる。

### 高島二丁目地区再開発事業
2007年には高島二丁目地区の再開発事業により、複合ビル「ファーストプレイス横浜」が完成・開業した。オフィス・商業・住宅の複合施設で、7階以上の高層がタワーマンションの「パークタワー横浜ステーションプレミア」となっている。
同ビルは周辺の再開発エリアからの歩行者動線の中継地点にあり、みなとみらい地区（キング軸、58街区「横濱ゲートタワー」）とは国道1号を渡る「高島二丁目歩道橋」で接続されている。また、将来的には横浜駅東口方面（再開発が計画されているみなみ東口「ステーションオアシス」地区、現在の横浜中央郵便局周辺）とも「万里歩道橋」を延伸することにより、デッキレベルで接続する計画となっている。周辺エリアでの再開発の進捗により完成時期は変動するが、これらの歩道橋は同ビルを経由して横浜駅東口方面とみなとみらい地区を接続するペデストリアンデッキ（歩行者動線）の一部として計画されたものである。

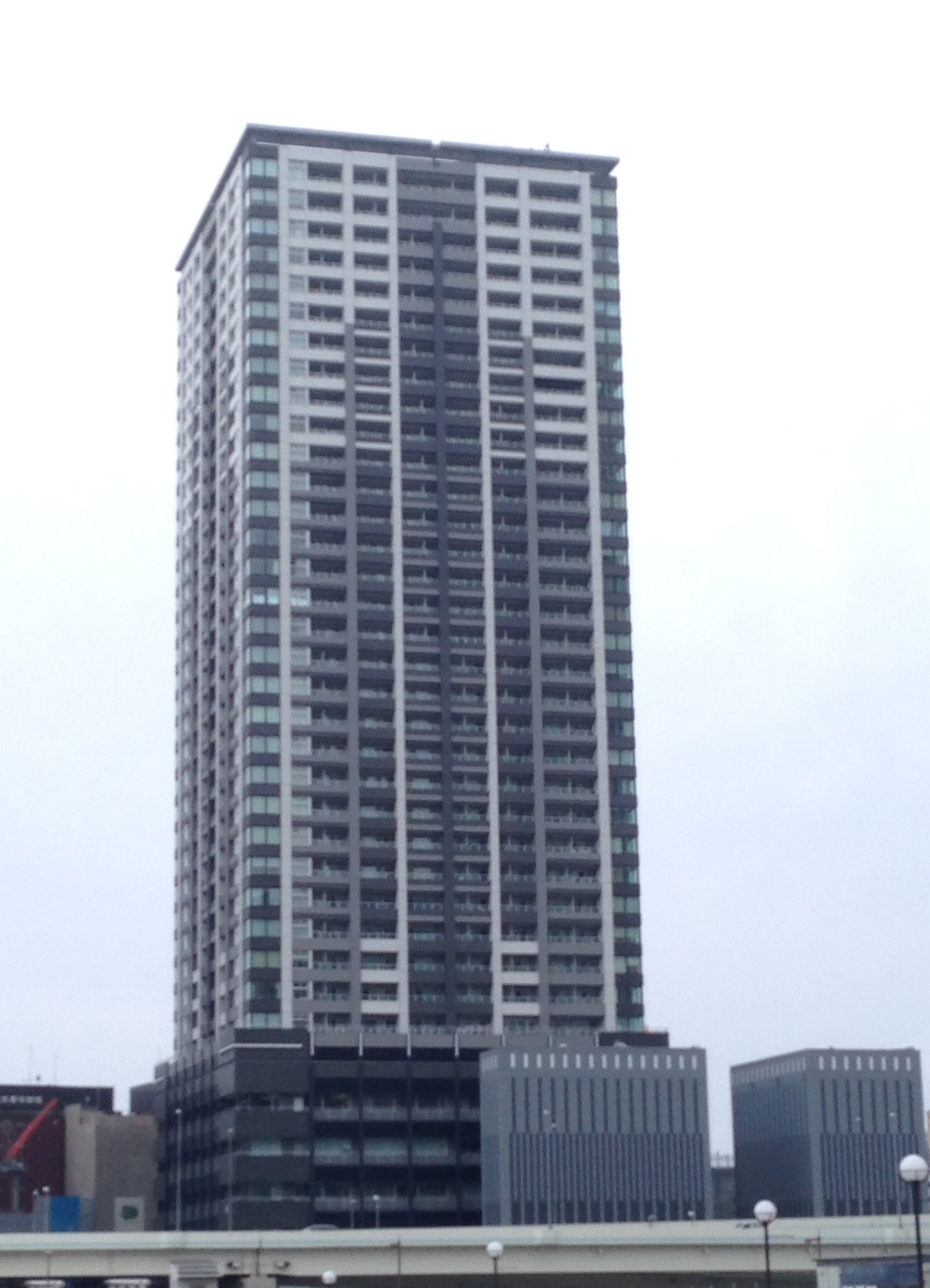
ファーストプレイス横浜
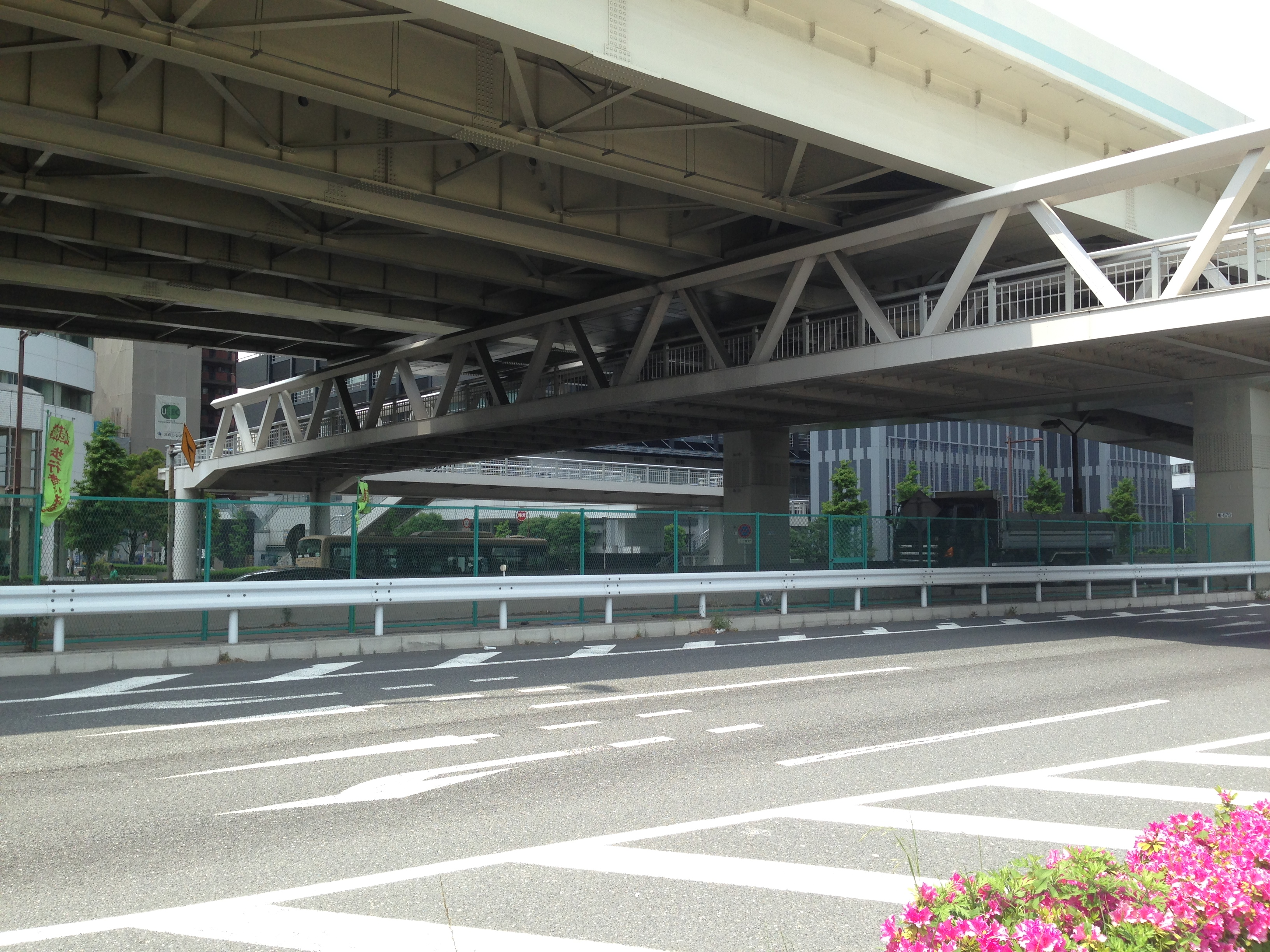
高島二丁目歩道橋、上部には首都高速横羽線が通っている
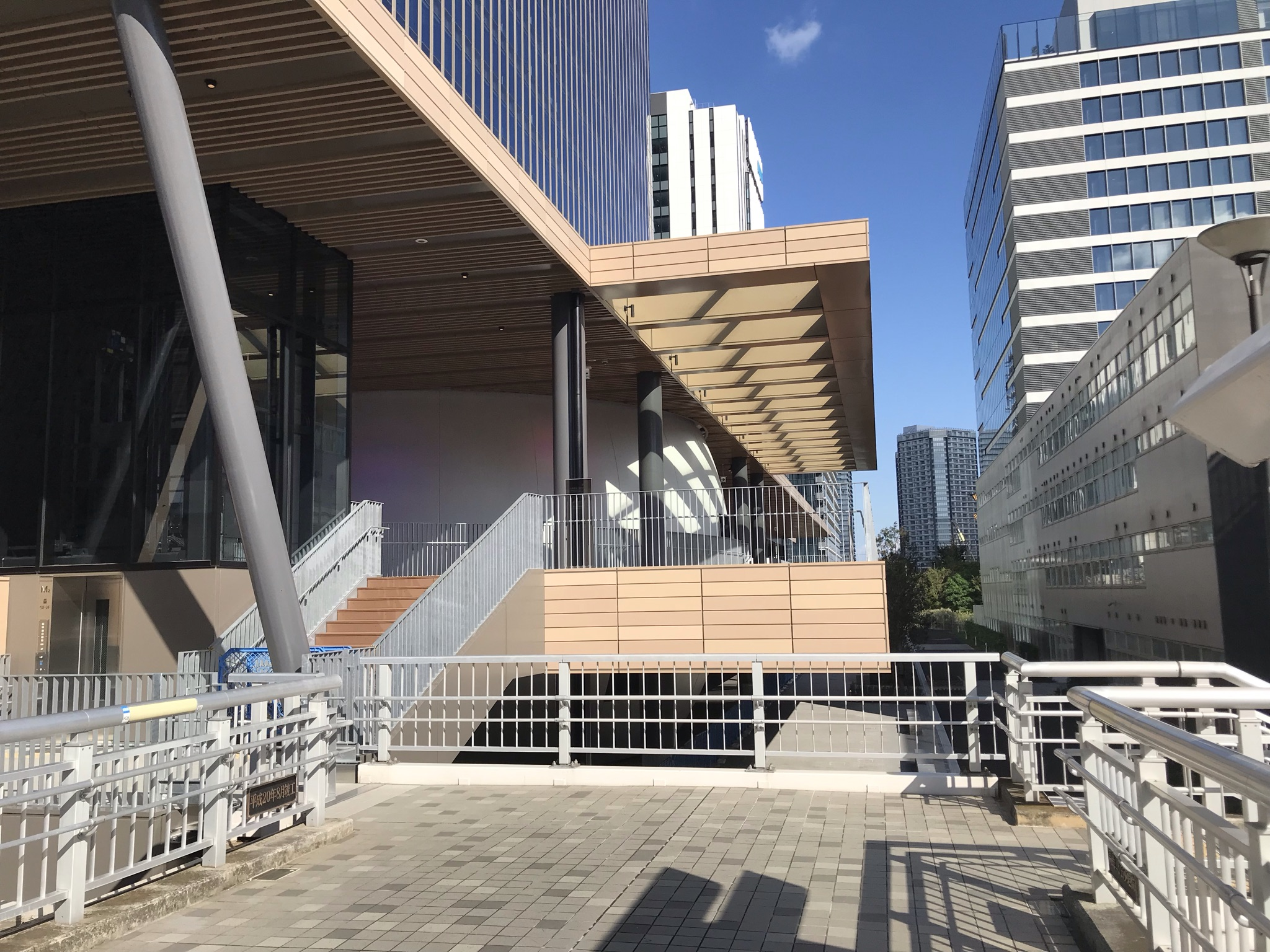
高島二丁目歩道橋は2021年に完成した横濱ゲートタワーと接続

## 高島町交差点
| 国道1号標識 | 国道16号標識 | 神奈川県道13号標識 |

高島町交差点（たかしまちょうこうさてん）は、神奈川県横浜市西区高島二丁目にある交差点である。国道16号の起終点であり、神奈川県道13号横浜生田線の起点でもある。（北緯35度27分34秒 東経139度37分24秒 / 北緯35.459431度 東経139.623419度）

### 交差点の概要
- 北北東 - 国道1号（東海道）
- 南南西 - 国道1号、国道16号（東海道）
- 南南東（北側）- 国道16号（横須賀街道）
- 南南東（南側）- 桜川新道（新横浜通り）
- 北西 - 神奈川県道13号横浜生田線（新横浜通り）
  - 当交差点には地上を通る国道1号のバイパスとして、地下を通る国道1号高島町立体交差（アンダーパス）が整備されている。
  - 南南東側の国道16号からは、国道1号戸塚方面および横浜生田線への左折・直進不可。また、桜川新道からは国道1号東京方面への右折不可。

## その他

### 日本郵便
- 郵便番号：220-0011[3]（集配局：神奈川郵便局[36]）

### 警察
町内の警察の管轄区域は以下の通りである。
| 丁目       | 番・番地等       | 警察署     | 交番・駐在所   |
| ---------- | ---------------- | ---------- | -------------- |
| 高島一丁目 | 全域             | 戸部警察署 | 高島交番       |
| 高島二丁目 | 1〜11番          | 戸部警察署 | 高島交番       |
| 高島二丁目 | 12〜19番、地下街 | 戸部警察署 | 横浜駅東口交番 |